# Ian Betts
Ian Betts (Puerto Stanley, Islas Malvinas, 22 de diciembre de 1978) es un exfutbolista y entrenador de fútbol malvinense. Actualmente dirige a la selección de Islas Malvinas.

## Carrera como futbolista
Ian Betts inició su carrera como futbolista en la selección de fútbol de las Islas Malvinas, donde jugó en competencias regionales y torneos internacionales organizados por la Confederación de Asociaciones de Fútbol Independientes (ConIFA). Su posición en el campo no ha sido ampliamente documentada, pero se destacó por su liderazgo dentro del equipo. Continuó jugando hasta su retiro como futbolista activo.

## Carrera gerencial
Tras su retiro como jugador, Betts asumió el cargo de director técnico de la selección de Islas Malvinas en 2013. Bajo su dirección, el equipo ha participado en diversas competiciones de ConIFA, promoviendo el desarrollo del fútbol en el archipiélago. Ha sido un impulsor clave en la integración de jugadores con raíces en Argentina, Chile, Zimbabue y Georgia dentro de la selección, ampliando el talento disponible para el equipo.